# Carsten Jensen
Carsten Jensen (Marstal, 24 de julho de 1952) é um autor e colunista político dinamarquês. Ganhou reconhecimento inicialmente como crítico literário do jornal diário de Copenhaga, Politiken. Os seus livros, incluindo I Have Seen the World Begin (1996), abordam o conhecimento do mundo. Com este romance, ele ganhou o prémio dos livreiros dinamarqueses De Gyldne Laurbær (O Louro Dourado) em 1996. No ano de 2006 publicou o romance Vi, de druknede (Nós, os Afogados), uma crónica sobre o nascimento da Dinamarca moderna, vista através da história da sua cidade natal, Marstal, pelo qual recebeu o prêmio Danske Banks Litteraturpris.
Em 2009, recebeu o Prémio Olof Palme. Em 2012, recebeu o Prémio Søren Gyldendal.
Em 2015, foi lançado Den første sten (A Primeira Pedra), um romance monumental sobre as experiências de um grupo de soldados dinamarqueses que se voluntariam para servir no Afeganistão. Através dos olhos deles, descreve-se um panorama amplo e perturbador da guerra no Afeganistão. Em março de 2018, o romance foi traduzido para o alemão, Der erste Stein, bem como para o norueguês e o sueco. A tradução em inglês foi lançada a 1 de setembro de 2019.
Ele é casado com a romancista inglesa Liz Jensen. O seu enteado era o ator Raphaël Coleman.

## Obras
- Salg, klasse o død (1975)
- Sjælen sider i øjet (1985)
- På en mørkeræd klode (1986)[8]
- Souvenirs fra 80'erne (1988)
- Kannibalernes nadver (1988)[8]
- Jorden i Munden (1991)
- Af en astmatisk kritikers bekendelser: Et Essay (1992)[8]
- Forsømmelsernes bog (1993)
- I Have Seen the World Begin: Travels through China, Cambodja and Vietnam (1996)[8]
- Jeg har hørt et stjerneskud (1997)[8]
- År To & Tre (1999)[8]
- Oprøret Mod Tyngdeloven: Essays (2001)[8]
- Træet i ørkenen (2003)[8]
- Livet i Camp Eden (2004)[8]
- Det glemte folk: en reise i Burmas grenseland (2004)[8]
- We, the Drowned (2006)[8]
- Sista resan (2007)[8]
- Vi sejlede bare - virkeligheden bag 'Vi, de druknede' (2009)[8]
- Ud (2010)[8]
- The First Stone (2015)[8]
- Krigen der aldrig ender. Notícias do Afeganistão. Coautor: Anders Hammer. (Gyldendal 2016)
- Kældermennesker (Politikens Forlag 2018)[8]